# Biliardo darwiniano
Biliardo darwiniano (Darwinian Pool Room) è un racconto di fantascienza di Isaac Asimov pubblicato per la prima volta nel 1950, nel numero di novembre della rivista Galaxy Science Fiction di Horace L. Gold.
Successivamente è stato incluso nell'antologia Testi e note (Buy Jupiter and Other Stories) del 1975.
Il racconto è stato ispirato da alcune discussioni durante l'ora di pranzo tra l'autore e alcuni suoi colleghi dell'Università di Boston.
È stato pubblicato varie volte in italiano a partire dal 1953, anche col titolo L'eterno interrogativo.

## Trama
Un gruppo di scienziati inizia una discussione, durante l'ora di pranzo, sull'evoluzione e l'estinzione delle forme di vita sulla Terra, tra cui i dinosauri.
Uno degli scienziati conclude che l'attuale civiltà potrebbe essere vicina alla sua fine, e che nessuno è in grado di dire chi o cosa verrà dopo, chiedendosi se ciò faccia parte di un disegno divino. Inoltre ipotizza che, nel creare robot e armi nucleari, l'umanità si sia creata con le sue stesse mani i propri successori.